# Vela nos Jogos Olímpicos de Verão de 1992 - Soling
As provas da classe Soling da vela nos Jogos Olímpicos de Verão de 1992 ocorreram entre 27 de julho e 4 de agosto daquele ano no mar Mediterrâneo, na costa de Barcelona, na Espanha. A competição foi em formato combinado. Primeiro, os competidores tiveram que participar de uma série de dez fleet race. Os pontos foram concedidos pela colocação em cada corrida. As melhores oito entre dez pontuações de corrida contaram para a colocação na série match race. Para esta classe, houve 72 velejadores de 24 nações inscritas.

## Medalhistas
O trio dinamarquês Jesper Bank, Steen Secher e Jesper Seier finalizou a competição em primeiro lugar e conquistou a medalha de ouro. A prata firmou-se com os estadunidenses Kevin Mahaney, Jim Brady e Doug Kern. Por fim, a medalha de bronze ficou com Lawrie Smith, Robert Cruickshank e Ossie Stewart, da Grã-Bretanha.
|  | DEN Dinamarca                         |  | USA Estados Unidos                |  | GBR Grã-Bretanha                              |
|  | Jesper Bank Steen Secher Jesper Seier |  | Kevin Mahaney Jim Brady Doug Kern |  | Lawrie Smith Robert Cruickshank Ossie Stewart |

### Classificação diária

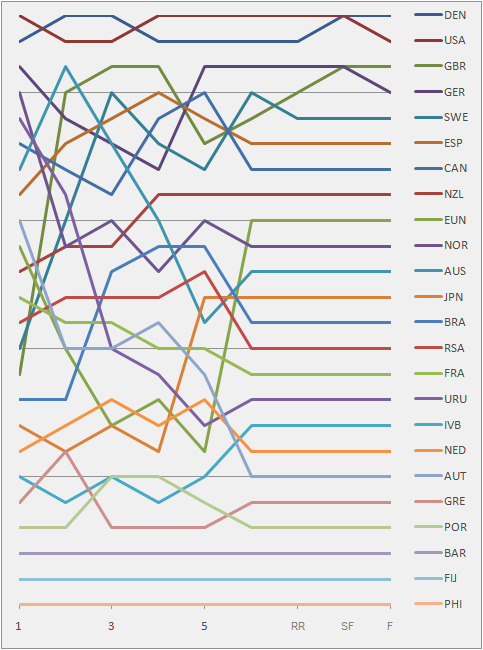
Gráfico mostrando a classificação diária na classe durante o fleet race.

## Resultados dofleet race
| Pos. | Tripulação                                                  | Regata I | Regata I | Regata II | Regata II | Regata III | Regata III | Regata IV | Regata IV | Regata V | Regata V | Regata VI | Regata VI | Total de pontos | Total -2 |
| Pos. | Tripulação                                                  | Pos.     | Pts.     | Pos.      | Pts.      | Pos.       | Pts.       | Pos.      | Pts.      | Pos.     | Pts.     | Pos.      | Pts.      | Total de pontos | Total -2 |
| ---- | ----------------------------------------------------------- | -------- | -------- | --------- | --------- | ---------- | ---------- | --------- | --------- | -------- | -------- | --------- | --------- | --------------- | -------- |
| 1    | USA Kevin Mahaney Jim Brady Doug Kern                       | 1        | 0.0      | 7         | 13.0      | 3          | 5.7        | 1         | 0.0       | 3        | 5.7      | DNC       | 31.0      | 55.4            | 24.4     |
| 2    | DEN Jesper Bank Steen Secher Jesper Seier                   | 2        | 3.0      | 2         | 3.0       | 1          | 0.0        | 8         | 14.0      | 8        | 14.0     | DNC       | 31.0      | 65.0            | 34.0     |
| 3    | GER Jochen Schümann Thomas Flach Bernd Jäkel                | 3        | 5.7      | 10        | 16.0      | 8          | 14.0       | 6         | 11.7      | 2        | 3.0      | 3         | 5.7       | 56.1            | 40.1     |
| 4    | SWE Magnus Holmberg Björn Alm Johan Barne                   | 14       | 20.0     | 5         | 10.0      | 2          | 3.0        | 7         | 13.0      | 10       | 16.0     | 2         | 3.0       | 65.0            | 45.0     |
| 5    | GBR Lawrie Smith Robert Cruickshank Ossie Stewart           | 15       | 21.0     | 1         | 0.0       | 4          | 8.0        | 5         | 10.0      | 14       | 20.0     | 5         | 10.0      | 69.0            | 48.0     |
| 6    | ESP Fernando León Boissier Felipe de Borbón Alfredo Vázquez | 8        | 14.0     | 4         | 8.0       | 6          | 11.7       | 3         | 5.7       | 11       | 17.0     | 8         | 14.0      | 70.4            | 53.4     |
| 7    | CAN Paul Thomson Stuart Flinn Philip Gow                    | 6        | 11.7     | 6         | 11.7      | 7          | 13.0       | 4         | 8.0       | 6        | 11.7     | 12        | 18.0      | 74.1            | 56.1     |
| 8    | NZL Russell Coutts Simon Daubney Graham Fleury              | 11       | 17.0     | 9         | 15.0      | 12         | 18.0       | 2         | 3.0       | 12       | 18.0     | 6         | 11.7      | 82.7            | 64.7     |
| 9    | EUN Serhiy Pichuhin Serhiy Khaindrava Volodymyr Korotkov    | 10       | 16.0     | 14        | 20.0      | PMS        | 31.0       | 10        | 16.0      | 19       | 25.0     | 1         | 0.0       | 108.0           | 77.0     |
| 10   | NOR Rune Jacobsen Thom Haaland Erling Landsværk             | 4        | 8.0      | 18        | 24.0      | 9          | 15.0       | 17        | 23.0      | 4        | 8.0      | 18        | 24.0      | 102.0           | 78.0     |
| 11   | AUS William Hodder Tim Dorning Michael Mottl                | 7        | 13.0     | 3         | 5.7       | 11         | 17.0       | 20        | 26.0      | 20       | 26.0     | 11        | 17.0      | 104.7           | 78.7     |
| 12   | JPN Kazunori Komatsu Yasuharu Fujiwara Hideaki Takashiro    | 17       | 23.0     | 19        | 25.0      | 13         | 19.0       | 13        | 19.0      | 1        | 0.0      | 13        | 19.0      | 105.0           | 80.0     |
| 13   | BRA José Paulo Dias José Augusto Dias Daniel Adler          | 16       | 22.0     | 13        | 19.0      | 5          | 10.0       | 11        | 17.0      | 9        | 15.0     | 17        | 23.0      | 106.0           | 83.0     |
| 14   | RSA Bruce Savage Giles Stanley Rick Mayhew                  | 13       | 19.0     | 8         | 14.0      | 15         | 21.0       | 12        | 18.0      | 7        | 13.0     | 20        | 26.0      | 111.0           | 85.0     |
| 15   | FRA Marc Bouet Fabrice Levet Alain Pointet                  | 12       | 18.0     | 11        | 17.0      | 14         | 20.0       | 14        | 20.0      | 15       | 21.0     | 7         | 13.0      | 109.0           | 88.0     |
| 16   | URU Ricardo Fabini Luis Chiapparro Nicolás Parodi           | 5        | 10.0     | 12        | 18.0      | PMS        | 31.0       | 16        | 22.0      | 17       | 23.0     | 14        | 20.0      | 124.0           | 93.0     |
| 17   | IVB Robin Tattersall Robert Hirst John Shirley              | 19       | 25.0     | 20        | 26.0      | 19         | 25.0       | 21        | 27.0      | 5        | 10.0     | 4         | 8.0       | 121.0           | 94.0     |
| 18   | NED Roy Heiner Han Bergsma Peter Burggraaff                 | 18       | 24.0     | 17        | 23.0      | 10         | 16.0       | 15        | 21.0      | 13       | 19.0     | 10        | 16.0      | 119.0           | 95.0     |
| 19   | AUT Michael Luschan Stefan Lindner Georg Stadler            | 9        | 15.0     | 15        | 21.0      | 17         | 23.0       | 9         | 15.0      | 18       | 24.0     | 19        | 25.0      | 123.0           | 98.0     |
| 20   | GRE Tassos Boudouris Dimitrios Deligiannis Michael Mitakis  | 20       | 26.0     | 16        | 22.0      | PMS        | 31.0       | 19        | 25.0      | 22       | 28.0     | 9         | 15.0      | 147.0           | 116.0    |
| 21   | POR Antonio Tanger Ricardo Batista Luis Miguel Santos       | 21       | 27.0     | 21        | 27.0      | 16         | 22.0       | 18        | 24.0      | 16       | 22.0     | 15        | 21.0      | 143.0           | 116.0    |
| 22   | BAR Richard Hoad David Staples Jason Teller                 | 22       | 28.0     | 22        | 28.0      | 18         | 24.0       | 22        | 28.0      | 21       | 27.0     | 16        | 22.0      | 157.0           | 129.0    |
| 23   | FIJ Colin Philp, Sr. Colin Dunlop David Philp               | 23       | 29.0     | 23        | 29.0      | 20         | 26.0       | 23        | 29.0      | 24       | 30.0     | 22        | 28.0      | 171.0           | 141.0    |
| 24   | PHI Mario Almario Teodorico Asejo Juan Miguel Torres        | 24       | 30.0     | 24        | 30.0      | 21         | 27.0       | 24        | 30.0      | 23       | 29.0     | 21        | 27.0      | 173.0           | 143.0    |

## Resultados domatch race
| Team                 | Estados Unidos (USA) | Dinamarca (DEN) | Alemanha (GER) | Grã-Bretanha (GBR) | Suécia (SWE) | Espanha (ESP) | Pts. | Pos. |
| Estados Unidos (USA) | –                    | 1               | 0              | 1                  | 1            | 1             | 4    | 1    |
| Dinamarca (DEN)      | 0                    | –               | 1              | 1                  | 0            | 1             | 3    | 2    |
| Alemanha (GER)       | 1                    | 0               | –              | 1                  | 0            | 1             | 3    | 3    |
| Grã-Bretanha (GBR)   | 0                    | 0               | 0              | –                  | 1            | 1             | 2    | 4    |
| Suécia (SWE)         | 0                    | 1               | 1              | 0                  | –            | 0             | 2    | 5    |
| Espanha (ESP)        | 0                    | 0               | 0              | 0                  | 1            | –             | 1    | 6    |

|  | Semifinais | Semifinais         | Semifinais |  |  | Final          | Final              | Final          |
|  |            |                    |            |  |  |                |                    |                |
|  | 1          | USA Estados Unidos | 2          |  |  |                |                    |                |
|  | 4          | GBR Grã-Bretanha   | 0          |  |  |                |                    |                |
|  |            |                    |            |  |  | 1              | USA Estados Unidos | 0              |
|  |            |                    |            |  |  | 2              | DEN Dinamarca      | 2              |
|  | 2          | DEN Dinamarca      | 2          |  |  |                |                    |                |
|  | 3          | GER Alemanha       | 0          |  |  | Terceiro lugar | Terceiro lugar     | Terceiro lugar |
|  |            |                    |            |  |  | 4              | GBR Grã-Bretanha   | 2              |
|  |            |                    |            |  |  | 3              | GER Alemanha       | 1              |